# Susanine (Susanine), Pervomaiske
Susanine (în ucraineană Сусаніне) este localitatea de reședință a comunei Susanine din raionul Pervomaiske, Republica Autonomă Crimeea, Ucraina.

## Demografie
Componența lingvistică a localității Susanine
     Rusă (64,04%)
     Tătară crimeeană (19,59%)
     Ucraineană (13,16%)
     Alte limbi (1,03%)
Conform recensământului din 2001, majoritatea populației localității Susanine era vorbitoare de rusă (64,04%), existând în minoritate și vorbitori de tătară crimeeană (19,59%), ucraineană (13,16%) și armeană (1,87%).